# Десятников, Владимир Александрович
Влади́мир Алекса́ндрович Деся́тников (род. 26 января 1931, с. Бахты, Урджарский район, Казахская АССР — российский художник и искусствовед, писатель. Заслуженный деятель искусств РСФСР (1981), почётный член Российской академии художеств. Один из основателей ВООПИиК.

## Биография
Родился в с. Бахты Макачинского района Семипалатинской области в семье начальника погранзаставы; родители — казаки старинных служилых родов: отец, Александр Никифорович — из оренбургских казаков, мать, Александра Георгиевна Попова — кубанская казачка, чей отец был казаком Собственного Его Императорского Величества Конвоя.
Отца постоянно переводили с места на место: после Казахстана он служил в Гдове, в 1939 году вновь переведён в Казахстан — в 30-й Бахтинский погранотряд; участвовал в финской войне. Летом 1940 года семья Десятниковых, в которой кроме Владимира были старшая сестра Валя и младший брат Феликс, приехали из Казахстана, с китайской границы, в Кексгольм, где был размещён батальон 4-го пограничного полка НКВД, которым командовал его отец. Вскоре отца перевели в Алма-Ату, а перед началом войны, в конце мая 1941 года, он был зачислен на первый курс Высшей пограничной школы.
В 1943 году Владимир Десятников уехал учиться в Ташкентское суворовское военное училище.
В 1950 году был назначен заместителем начальника погранзаставы, через год — начальником. После увольнения из армии в звании капитана в 1960 году поступил на вечернее искусствоведческое отделение исторического факультета МГУ, где его учителем был В. М. Василенко. Работал в Министерстве культуры СССР.
В марте 1963 года В. А. Десятников организовал запись Ростовских звонов, пластинки с которыми разошлись по всему миру.
В 1964 году он вместе с П. Д. Барановским и И. С. Глазуновым организовал патриотический клуб «Родина», ставший зародышем Всероссийского общества охраны памятников истории и культуры. После проведения в 1966 году учредительного съезда ВООПИК был избран первым председателем первичной организации его Центрального совета.
После того, как Десятников в 1965 году подготовил сборник статей «Памятники Отечества» — об уничтожении за годы советской власти огромного объёма русского культурно-исторического наследия, он был уволен из Министерства культуры СССР.
Произведения художника хранятся в Симферопольской картинной галерее, «Геккосо−галерее» (Япония), в частных собраниях России, США и Англии.
В 1998 году был награждён орденом Преподобного Сергия Радонежского.